# Tonatia bidens
Tonatia bidens (Spix, 1823) è un Pipistrello della famiglia dei Fillostomidi diffuso nell'America meridionale.

## Descrizione

### Dimensioni
Pipistrello di medie dimensioni, con la lunghezza dell'avambraccio tra 48,8 e 59,3 mm, la lunghezza della coda tra 12 e 21 mm e un peso fino a 38 g.

### Aspetto
La pelliccia è lunga, leggermente lanosa e si estende per almeno la metà dell'avambraccio. Le parti dorsali sono bruno-grigiastre, mentre le parti ventrali sono più chiare. Il muso è leggermente ricoperto di peli. La foglia nasale è piccola, lanceolata e con la porzione anteriore completamente fusa al labbro superiore. Il mento è attraversato da un solco longitudinale con i bordi ricoperti di file di piccole verruche. Le orecchie sono grandi, rotonde, separate e ricoperte di peli nel margine interno. Le membrane alari sono corte, larghe e attaccate posteriormente alla base delle dita dei piedi. I piedi sono ricoperti di peli. La coda è lunga circa la metà dell'ampio uropatagio.

## Biologia

### Comportamento
Si rifugia all'interno di grotte, nelle cavità degli alberi e negli edifici. L'attività predatoria inizia alle prime ore del tramonte

### Alimentazione
Si nutre di insetti, particolarmente di lepidotteri, ortotteri, coleotteri, emitteri, odonata e tisanotteri raccolti sulla vegetazione, di piccoli vertebrati come anfibi, rettili, piccoli uccelli fino a 24 g e altri pipistrelli. Probabilmente si nutre anche di frutta.

### Riproduzione
Femmine gravide sono state osservate in novembre, altre che allattavano in gennaio e maggio e alcune che avevano appena terminato di allattare in maggio.

## Distribuzione e habitat
Questa specie è diffusa nel Brasile orientale e meridionale, nel Paraguay e nell'Argentina settentrionale.
Vive nelle foreste secche.

## Conservazione
La IUCN Red List, considerati i continui problemi sulla sua tassonomia come l'assenza di informazioni recenti sul suo areale, i requisiti ecologici e le eventuali minacce, classifica T.bidens come specie con dati insufficienti (DD).